# Isadelphina mariaeclarae
Isadelphina mariaeclarae är en fjärilsart som beskrevs av Sergius G. Kiriakoff 1946/49. Isadelphina mariaeclarae ingår i släktet Isadelphina och familjen nattflyn. Inga underarter finns listade i Catalogue of Life.